# Les Routes de l'impossible
Les Routes de l'impossible est une série documentaire française produite par Tony Comiti Productions diffusée par France Télévisions à partir du 18 novembre 2007 sur France 5.
La série est distribuée dans 35 pays à travers le monde.

## Synopsis
Cette série documentaire suit à travers la planète, des personnes qui prennent de grands risques pour gagner de quoi vivre, en conduisant un véhicule (voiture, camion, bateau...) et n'ont pas d'autres choix que de traverser des routes dangereuses, oubliées ou mal entretenues.

## Présentation
Créée en 2007 par Tony Comiti et dirigée par Patrice Lucchini, la collection de documentaires Les Routes de l'Impossible est diffusée depuis 14 ans sur la chaine France 5. Produite par l'Agence Tony Comiti Productions, sur une idée originale de Tony Comiti, la collection est la plus ancienne collection à l'antenne sur France 5.
Diffusée sur France 5 et dans une vingtaine de pays, cette série de 3 à 12 épisodes par an doit son succès et sa pérennité à la qualité de la réalisation et à des sujets forts, qui embarquent les téléspectateurs au bout du monde.
Chaque épisode réunit en moyenne 900 000 téléspectateurs qui suivent les difficultés d'hommes, de femmes et d'enfants d'Amérique latine, d'Afrique, d'Asie, d'Orient, d'Europe à se déplacer par mer, terre et air.
Réalisée par les équipes de reporters de l'agence Tony Comiti Productions, cette collection donne la priorité à l'image et aux témoignages de personnes souvent fières que l'on s'intéresse à elles, à leur famille, à leur travail et à leur pays.

## Fiche technique
- Producteur : Tony Comiti[4]
- Rédacteur en chef : Patrice Lucchini[5]

- Réalisateurs et auteurs des épisodes : Philippe Lafaix, Daniel Lainé, Louis Meunier, Nicolas Cotto, Guillaume Lhotellier, Sebastian Perez Pezzani, Guillaume Martin, Frédéric Elhorga, Jean-Christophe Brisard, Julien Boluen, David Geoffrion, Alexandre Dereims, Stéphane Rodriguez, Julien Félix, David Geoffrion, Mathieu Orcel, Edouard Bergeon, Richard Montrobert, Jean-Christophe Brisard, Paul Comiti, Charles Comiti, Antonin Marcel, Manuel Argandoña, Hugo Hayat, Christophe Kenck, Manolo D'Arthuys, Jeremy Defalt, Marc De Banville, Jean Marie Lemaire, Casabianca, Manuel Laigre, Thomas Argillet, Alexandre Spalaikovich,Yuri Maldavsky
- Musiques : Julien Baril, Thomas Dappelo
- Mixage : César Postel-Vinay, Revolver Studio
- Sociétés de production : Tony Comiti Productions

## Épisodes

### Saison 1
- Brésil : les petits piroguiers de l'Amazone (18 novembre 2007)
- Mexique : un train vers l'Eldorado (14 décembre 2007)
- Bolivie : le chemin de la mort (Route des Yungas) (15 décembre 2007)

### Saison 2
- Pakistan : la route des cimes (20 décembre 2008)
- République démocratique du Congo : le salaire de la sueur (Route nationale 1 (Congo-Kinshasa)) (27 décembre 2008)
- Népal : les damnés du précipice (Karnali Highway) (3 janvier 2009)
- Chine : la vertigineuse vallée des oubliés (9 janvier 2010)[6]
- Colombie : les pilotes fous de l'Amazonie (16 janvier 2010)
- Sibérie : entre la vie et l'enfer (23 janvier 2010)

### Saison 3
- Panama : business dans la jungle (19 décembre 2010)
- Philippines : quand la montagne gronde (26 décembre 2010)
- République démocratique du Congo : le rafiot de l'enfer (2 janvier 2011)[7]
- Indonésie : à bout de souffre / les forçats du volcan (9 janvier 2011)

### Saison 4
- Papouasie-Nouvelle-Guinée : la bourse ou la vie ? (18 décembre 2011)
- Sibérie : mortel dégel (25 décembre 2011)
- Inde : tous les chemins mènent à Bénarès (1er janvier 2012)
- Nigeria : les esclaves de l'or noir (8 janvier 2012)
- Ladakh : piège de boue sur le toit du monde (15 janvier 2012)

### Saison 5
- Madagascar : pistes, saphirs et bois précieux (23 décembre 2012)
- Guyana : les convois du monde perdu (30 décembre 2012)[8]
- Pérou : montagnes interdites (5 janvier 2013)
- Tadjikistan : sueurs froides (6 janvier 2013)[9]
- Liberia : pluies fatales (12 janvier 2013)

### Saison 6
- Laos : au pays du triangle d'or (29 décembre 2013)
- Brésil : la loi du plus fort (29 décembre 2013)
- Somaliland : le pays qui n'existe pas (5 janvier 2014)
- Bangladesh : les galériens du bambou (5 janvier 2014)
- République démocratique du Congo : les prisonniers de la boue (8 février 2014)
- Guinée : le territoire des oubliés (15 février 2014)

### Saison 7
- Gabon : la forêt maudite (20 décembre 2014)
- Bangladesh : survivre dans le chaos (21 décembre 2014)
- Géorgie : les ravitailleurs du Caucase (21 décembre 2014)
- Birmanie : les brumes de l'aube (28 décembre 2014)
- Bolivie : au cœur du déluge (4 janvier 2015)
- Mongolie : les nomades du lac gelé (4 janvier 2015)

### Saison 8
- Kirghizistan : les ravitailleurs du grand froid (7 juillet 2015)
- République démocratique du Congo : le dernier train du Katanga (14 juillet 2015)
- Chine : le dragon ne meurt jamais (21 juillet 2015)
- Haïti : plus forte la vie (20 décembre 2015)
- Suriname : pour une poignée d'or (20 décembre 2015)
- Vietnam : les génies du Mékong (27 décembre 2015)
- Pérou : Amazonie : la dernière conquête (27 décembre 2015)[10]
- Cameroun : les débrouillards de la jungle (2 janvier 2016)

### Saison 9
- Madagascar : à l'assaut de l'île rouge (28 juin 2016)
- Bornéo : le convoi de la jungle (5 juillet 2016)
- Sénégal : la tête hors de l'eau (18 décembre 2016)
- Afghanistan : le corridor du Wakhan (18 décembre 2016)
- Bénin : coton à tout prix (25 décembre 2016)
- Colombie  Venezuela : trafics sur la frontière (25 décembre 2016)
- Argentine : ça casse et ça passe (1er janvier 2017)
- Éthiopie : au cœur de la fournaise (1er janvier 2017)

### Saison 10
- Mozambique : la vie plus fort que tout (30 juin 2017)
- Kazakhstan : péril dans la steppe (7 juillet 2017)
- Australie : les rugissants du bush (21 juillet 2017)
- Pakistan : la vallée des immortels (28 juillet 2017)
- Timor oriental : l'île mystérieuse (4 aout 2017)
- Tanzanie : la course à la vie (11 aout 2017)[11]
- Népal : les voies de la sagesse (24 décembre 2017)
- Brésil : l'union fait la force (31 décembre 2017)

### Saison 11
- Philippines : La mousson et les hommes (7 janvier 2018)
- Pérou : Vertiges dans les Andes (27 juillet 2018)[12]
- Sierra Leone : La Rage de Vivre (3 août 2018)
- Birmanie : Trompe-la-peur (10 août 2018)
- Malawi : Esprits de la Brume (17 août 2018)
- Ghana : Business sur la Piste (24 août 2018)
- Nicaragua : Au Nom de la Loi (31 août 2018)
- Inde : les funambules de l'Himalaya (23 décembre 2018)
- Guatemala : en terre maya (23 décembre 2018)
- Lesotho : le royaume des neiges (30 décembre 2018)
- Paraguay : les invincibles du Chaco (30 décembre 2018)
- Zambie : ainsi va la vie (6 janvier 2019)
- Bhoutan : le bonheur à tout prix (6 janvier 2019)

### Saison 12
- Namibie : Le chaudron du diable (8 août 2019)[13]
- Russie : Sibérie, le désert de glace (16 août 2019)
- Arménie : les résistants du Caucase (23 août 2019)
- République démocratique du Congo : les coursiers de la jungle (22 décembre 2019)
- Cuba : Viva la vida (29 décembre 2019)
- Inde  Bangladesh : Brahmapoutre, les colères du fleuve (5 janvier 2020)

### Saison 13
- Jamaïque : L'île des montagnes bleues (17 juillet 2020)
- Bolivie : Les Yungas, au-delà des nuages (24 juillet 2020)
- Brésil  Namibie  Inde : Dame Nature ne pardonne pas (31 juillet 2020)
- Botswana : Sauve qui peut (7 août 2020)
- Madagascar  Sibérie  République du Congo : Les trajets de l'enfer (21 août 2020)
- Mauritanie : Les convoyeurs du désert (28 août 2020)
- Côte d'Ivoire : Or, cacao, pour quelques pépites (20 décembre 2020)
- Brésil : De poussières et de feu (27 décembre 2020)
- Colombie : Les intrépides des Andes (3 janvier 2021)

### Saison 14
- Afghanistan : Les marchands des vallées (6 août 2021)
- Centrafrique : À leurs risques et périls (13 août 2021)
- Honduras : Le courage fait vivre (20 août 2021)
- Ukraine : Dans la brume des Carpates (27 août 2021)

### Saison 15[14]
- Népal : face aux précipices (22 décembre 2021)
- Madagascar : les couloirs de Satan (22 décembre 2021)

### Saison 16
- Venezuela : la malédiction de l’or noir (5 août 2022)

- République Démocratique du Congo : frissons sur le fleuve (12 août 2022)

- Soudan du Sud : les naufragés du Nil Blanc (19 août 2022)

- Pérou : du fleuve à la jungle (26 août 2022)

- Guinée : la vie sur un fil (2 septembre 2022)

### Saison 17
- Inde : des dieux et des hommes (4 juillet 2023)

- Tchad : le désert prend l'eau (11 juillet 2023)

- Guatemala : sous le ciel des Mayas (18 juillet 2023)

- Indonésie (Sumatra) : maudits trésors (25 juillet 2023)

- Kenya : advienne que pourra (1 août 2023)

### Saison 18[15]
- Mongolie : les irréductibles des steppes (17 juillet 2024)

- Albanie  Bosnie-Herzégovine : la vallée des oubliés (24 juillet 2024)

- Thaïlande  Laos : les peuples des montagnes (14 août 2024)

- Etats-Unis (Alaska) : les aventuriers du froid (21 août 2024)

- Inde (Zanskar) : les enfants des cimes (28 août 2024)

### Saison 19[16]
- Irak : la soif de vivre (18 juillet 2025)

- Zimbabwe : un moral à toute épreuve (25 juillet 2025)

- Équateur : frayeur sur le rail (1 août 2025)

- Burundi : débrouille à haut risque (8 août 2025)

- Malaisie : vivre, c'est déjà vivre (22 août 2025)

## Prix et distinctions
- 2010 : Grand Prix Jean-Louis Calderon, Prix du Public et Prix des détenus de la maison d’arrêt d’Angers au Festival International du Scoop et du Journalisme d’Angers pour « Congo : le rafiot de l’enfer » de Daniel Lainé et David Geoffrion.
- 2011 : Prix du Public au Festival International du Scoop et du Journalisme de Lille pour « Nigéria : les esclaves de l’or noir » de Daniel Lainé et David Geoffrion.
- 2017 : Sélection au Festival Les Étonnants Voyageurs de Saint-Malo du film « Australie : les rugissants du bush » d’Alexandre Dereims et de l’épisode « Colombie-Venezuela : trafics sur la frontière » de Paul Comiti et David Geoffrion.

## Hors-série
- Congo : le rafiot de l'enfer, (version rallongée à 82 minutes, diffusé le 8 mai 2015)
- Les métiers de l'impossible : dans le faubourg de Calcutta, (52 minutes, diffusé le 3 janvier 2016)
- Les métiers de l'impossible : de Mexico à Acapulco, (52 minutes, diffusé le 14 juillet 2017)
- Brésil, Namibie, Inde : Dame nature ne pardonne pas, (Best of de 52 minutes, diffusé le 31 juillet 2020)
- Madagascar, Sibérie, Congo : Les Trajets de l'enfer, (Best of de 52 minutes, diffusé le 21 août 2020)
- 32 Routes de l'impossible ont été également diffusées en version 26 minutes sur France 5
- Les Routes de l'Impossible ont été éditées en 2 coffrets DVD de 9 films, (édité en 2015)

## Audiences
L'émission enregistre régulièrement des audiences proches du million de téléspectateurs, ce qui la place généralement en tête des chaînes de la TNT,.
Depuis 14 ans, les aventures de ces chauffeurs du bout du monde se sont constitué un public de fidèles et ne cessent d'attirer de nouveaux téléspectateurs à chaque nouvelle saison. Le nombre de téléspectateurs augmente régulièrement chaque année et dépasse dorénavant les 1 000 000/1 200 000.